# Angelo Meli

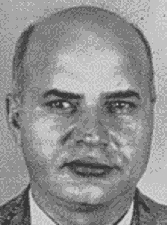
Angelo Meli

Angelo Meli (* 10. Februar 1897; † 1. Dezember 1969) war ein italienisch-amerikanischer Mobster der amerikanischen Cosa Nostra und während der 1930er Jahre bis Ende der 1960er Jahre der Consigliere der Detroit-Crime-Family, auch bekannt als Detroit Partnership oder Detroit Combination.

## Leben
Angelo Meli wurde in San Cataldo (Sizilien) geboren und emigrierte in seinen jugendlichen Jahren mit seiner Familie in die Vereinigten Staaten nach Detroit (Michigan). 
In den frühen 1920er Jahren eröffneten Meli, Leonardo „Leo“ Cellura und Cesare „Chester“ Lamare das Venice Cafe in Detroit. Zu dieser Zeit begannen Meli und seine Männer, Bordelle und Spielhöllen zu erpressen, und wurden im Schmuggel tätig. Durch die Unterstützung von Meli und seinem Mentor Giovanni Vitale ewann Lamare während der Prohibition eine alles beherrschende Stellung auf dem Bier- und Spirituosenmarkt in Hamtramck und herrschte dort sowohl auf politischer als auch finanzieller Ebene. Auf Weisung von Alex Groesbeck, dem 30. Gouverneur des Bundesstaates Michigan, sollte die Staatspolizei die Organisation zerschlagen, und so wurden in diesem vorher nie dagewesenen Fall 31 Männer verhaftet und wegen Missachtung der Alkoholgesetze verurteilt, darunter Hamtramcks Bürgermeister Peter C. Jezewski.
Der Gangster Salvatore Catalanotte war in den späten 1910er Jahren eines der mächtigsten Mitglieder der Mafia Detroits und ab dem Jahr 1920 allgemein als Oberhaupt anerkannt. Catalanotte bildete eine starke Allianz, welche als Westside Mob Detroits bekannt wurde, und er ernannte Angelo Meli zum neuen Anführer einer Gruppe, die als Eastside Mob bekannt wurde. Die Mafiosi Vito William „Black Bill“ Tocco und Joseph „Joe Z.“ Zerilli fungierten als Melis rechte Hand. Diese Kombination wurde als Pascuzzi Combine bekannt, und unter Catalanotte kontrollierte sie die Organisation den Schnapsschmuggel, den Schwarzhandel, das Glücksspiel, die Prostitution, Drogen und weitere illegale Geschäftsfelder. 
Nach dem Tod von Catalanotte im Jahr 1930 begann „Chester“ Lamare, von Meli kontrollierte Flüsterkneipen und Lagerhäuser zu überfallen. Meli reagierte mit der Order von Lamares Tod. Im Februar 1931 wurde Lamare von zwei seiner eigenen Leute verraten und in den Rücken geschossen, als er mit ihnen in seinem Haus eintraf.
„Black Bill“ Tocco, „Joe Z.“ Zerilli und Angelo Meli verbündeten sich später mit Giovanni „John“ Priziola und Peter Joseph Licavoli. Die fünf Mafiosi regierten fortan auf einer Ebene als Gremium. Statt Pascuzzi Combine wurde die Mafia in Detroit nun auch Detroit Partnership genannt. Tocco, der mittlerweile mächtigste Mann der Eastside-Gang, galt ab dem Jahr 1931 dennoch als Oberhaupt der Organisation, mit Joe Zerilli als Underboss und Angelo Meli als Consigliere. Meli wurde eine Hauptfigur im Waffenschmuggel und bei der Regelung von Arbeiterstreiks. Seine Beteiligung an der Gewerkschaftskorruption half Jimmy Hoffa bei seinem Aufstieg durch die Reihen der Teamsters-Gewerkschaft. und er spielte auch eine große, aber entfernte Rolle bei der Einfuhr von Heroin in das Land, als Teil der French Connection. Ungeachtet seiner vielen Jahre als Schlüsselfigur in Detroit sowie in der landesweiten Unterwelt hatte Meli weitreichend legitime Betriebsbeteiligungen im Bereich Michigan und unterlag nur einer einzigen Verurteilung wegen illegalen Waffenbesitzes. 
Er blieb der offizielle Consigliere und eine einflussreiche Figur in der Mafia Detroits bis zu seinem Tod im Dezember 1969 in seinem Haus in Fort Lauderdale (Florida). Er wurde auf dem Holy Sepulchre Friedhof in Southfield begraben.